# Prstec (Polsko)
Prstec (polsky Pierściec, německy Perstetz) je vesnice v jižním Polsku ve Slezském vojvodství v okrese Těšín v gmině Skočov. Leží na území Těšínského Slezska na řece Bajerce asi 4 km severovýchodně od Skočova. Patří k rybníkářské oblasti zvané Žabí kraj. Ke dni 25. 3. 2016 zde žilo 1 918 obyvatel, rozloha obce činí 7,09 km².
První písemná zmínka o Prstci pochází z roku 1550. V roce 1920 vesnice byla rozhodnutím Konference velvyslanců spolu s celým východním Těšínskem připojena k Polsku. O dva roky později se její součástí stala severní osada Uchylany, která dříve patřila k Záboří.
Nejdůležitější místní památkou je katolický kostel sv. Mikuláše postavený v roce 1888 na místě staršího dřevěného, který je regionálním poutním místem – věřící uctívají sochu sv. Mikuláše, která se prý jediná zachovala nedotčená při požáru vesnice v roce 1616. Navíc byly sem v roce 1964 přivezeny z Bari relikvie svatého Mikuláše.
Obcí probíhá železniční trať Katovice – Visla. V jízdním řádu 2016/2017 odjíždělo ze stanice Pierściec šest vlaků do Katovic a čtyři do Visly.